# Meubelstoffeerder

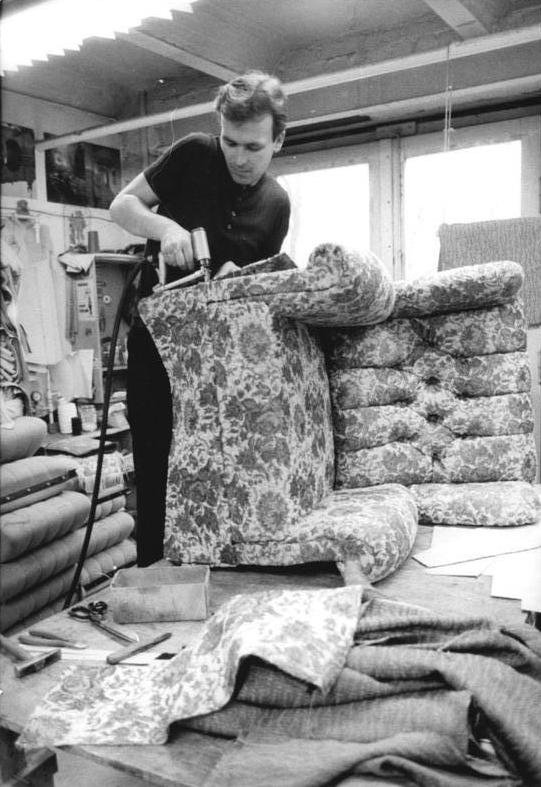
Een meubelstoffeerder bekleedt een fauteuil

Een meubelstoffeerder is een persoon die beroepsmatig meubels (opnieuw) van bekleding voorziet.
Een vakman- of vrouw-meubelstoffeerder beheerst zowel de moderne als de antieke of klassieke stoffeermethoden. Naast het pure vakmanschap is ook stijlkennis nodig omdat een meubelstoffeerder moet kunnen adviseren over bekleding die past bij het (oorspronkelijk) ontwerp van het meubel. Kennis van en inzicht in verhoudingen in meubels zijn eveneens een vereiste voor de ambachtelijke meubelstoffeerder. Vaak hebben meubels in de loop van hun bestaan andere stoffen gekregen, maar niet altijd is er deskundig gerenoveerd. Kennis van de te verwerken materialen is ook nodig vanwege de verschillen in bewerkbaarheid van die materialen.Daarnaast moet hij/zij op de hoogte zijn van stijlen en trends.

## Stoffeermateriaal
Veel gebruikte stoffeermaterialen in het verleden waren paardenhaar, plantaardige vezels (crin végétal), jute, blauwe en witte watten, jutesingelband, springveren, kaasdoek. Voor restauraties worden deze materialen ook nu nog gebruikt.In de moderne meubels worden veelal hedendaagse materialen als reksingel, polyether, koudschuim en polyester watten (fiberfill) verwerkt. Voor het opnieuw bekleden van meubelen zijn meubelstoffen in zeer uiteenlopende kwaliteit en prijs verkrijgbaar zoals velours, gobelin en tweed,linnen, vele soorten kunstleer en leer in vele kleuren en dessins beschikbaar.

## Prijs
Aangezien het ambachtelijk meubelstofferen arbeidsintensief is, kan de prijs weleens zo zijn dat men "voor hetzelfde geld" een nieuw meubel kan kopen. Belangrijke vraag is dan, of het nieuwe meubel dezelfde kwaliteiten heeft als het gerestaureerde omdat alleen vergelijken van de prijs niet genoeg is. Los van de praktische overwegingen speelt bij het opnieuw bekleden van meubels soms ook de emotionele waarde een rol. Dus zal een meubelstoffeerder eerder worden ingeschakeld bij het restaureren van antieke- en design meubelen.

## Opleiding
- In Vlaanderen wordt men meestal meubelstoffeerder na een SYNTRA-opleiding. Er bestaan ook enkele scholen die het beroep aanleren in een zevende specialisatiejaar "meubelgarneren" van het beroepssecundair onderwijs.
- In Nederland kan men in enkele plaatsen meubelstoffeerder worden door een tweejarige mbo-opleiding te volgen.Hier wordt opgeleid voor het zelfstandig leiden van een bedrijf waarbij er veel theoretisch wordt geleerd.